# Ishikawa Takuboku
En aquest nom japonès, el cognom és Ishikawa.
Ishikawa Takuboku (石川 啄木, Hinoto, Iwate, 28 d'octubre de 1886–Tòquio, 13 d'abril de 1912) fou un poeta japonès, considerat un dels mestres del tanka.

## Biografia
Nascut a Hinoto (Morioka) el 1886, va créixer a Shibutami, localitat on el seu pare era cap d'un temple budista local. Quan cursava l'educació primària demostrà una gran intel·ligència i fou reconegut pels seus mestres com una gran promesa. Als dotze anys entrà a l'Institut Morioka. Mentre cursava l'educació secundària mitjana descobrí la col·lecció de poemes Tōzai nanboku de Yosano Hiroshi, en va quedar tan impressionat que va decidir dedicar-se a la literatura i amb només 13 anys va començar la seva carrera amb un fulletó imprès a mà titulat Chōji-kai (en català «Viatge de classe»).
Amb el temps va conèixer els membres de l'associació Shinshisha de Tòquio, formada per poetes romàntics i liderada per Yosano. Per tal de mantenir mantenir la connexió amb ells, el 1902 va abandonar l'institut i anà a Tòquio. Tanmateix, ben aviat va haver de tornar a Iwate a causa d'una malaltia i la manca de sosteniment econòmic. Durant la seva convalescència a Iwate va dedicar-se a compondre nombrosos poemes llargs en l'anomenat nou estil, que van aparèixer a la revista Myōjō, de l'associació Shinshinsha, i el 1905 foren recopilats i publicats amb el títol Akogare. Amb motiu de la publicació d'aquesta obra, va fer un segon viatge a Tòquio, durant el qual es va familiaritzar amb el moviment naturalista, aleshores cridava l'atenció dels cercles literaris. El naturalisme descrivia els fets de la vida diària, i Ishikawa, amb una vida que fregava la misèria i un estat de salut malaltís, va sentir-se atret per aquesta nova tendència literària que l'encaminaria, més endavant, vers el socialisme. Un dels resultats d'aquesta atracció, entre d'altres, va ser l'obra Omokage, Kumo wa tensai de aru.
Després de la publicació d'Akogare, a finals de maig de 1905 es va casar amb Horiai Setsuko i es va instal·lar a una petita casa a Morioka, on també van passar a viure els seus sogres i la seva cunyada, Mitsuko. De fet, ni tan sols va estar present a la cerimònia de boda, i la seva esposa hagué d'esperar la seva arribada fins al 4 de juny. El motiu de la seva absència era a causa d'haver estat a Sendai demanant préstecs a uns amics. Més tard va treballar com a professor substitut a l'escola primària de Shibutami, on s'havia criat i del qual va ser expulsat poc després per haver-se involucrat en una vaga a l'escola. A causa d'això, el 1907 es va instal·lar a Otaru (Hokkaido) per tenir un canvi d'aires i hi va treballar de periodista per a diversos diaris locals. Va anar de revista en revista sense èxit cercant que algú interessat en els seus escrits. Des de la seva arribada a Hokkaido, va gestar una idea més concret del seu art, que va denominar Kuubeki shi (en català «Poemes per menjar»), que va veure la llum en forma d'assaig el 1909, atès que la seva producció poètica havia d'ajudar al sosteniment de la seva quotidiana. Considerava que el poeta havia de ser un home abans de res i la poesia un document o diari estricte de la vida interior de l'ésser humà. Alhora, va començar a escriure poemes tanka, emprant la forma tradicional breu per donar una expressió vívida de les experiències diàries i atorgant-los una vitalitat i una frescor des de feia temps inèdites, però també amb un contingut amb un to personal, intel·lectual, a voltes cínic. Aquests poemes –un total de 551– posteriorment, van ser recollits i publicats el 1910 amb el títol Ichiaku no suna (en català «Un grapat de sorra»). Abans, però, havia aconseguit associar-se a la revista Subaru, publicant algunes de les seves obres, com Sokuseki, que, malgrat tot, van ser durament criticades.
El 1908 va decidir tornar a Tòquio, i l'any següent va ser contractat com a corrector de proves de l'Asahi Shimbun, amb el qual per primera vegada va obtenir seguretat econòmica. En aquell moment va començar a interessar-se pel moviment socialista. De fet, la detenció de Kōtoku Shūsui i altres socialistes pel cas d'altra traïció de 1910 el va impactar molt i des d'aquell moment va aprofundir en l'estudi del socialisme i va escriure'n un assaig titulat Jidai heisoku no genjō (en català «La situació actual de tancament temporal»), on va denunciar la repressió de les ideologies per part de les autoritats nacionals. Ell mateix no va dubtar en identificar-se com a socialista. Els darrers anys de la seva vida va continuar tenint problemes de salut i financers. Va morir el 1912 amb només 26 anys a causa de la tuberculosi.